# 박성희 (1956년)
박성희(朴聖熙, 1956년 12월 6일 ~ )는 지난날 MBC 문화방송 꿈나무 축구재단 이사장 직위를 지낸 대한민국의 기업가이다.

## 주요 이력

### 주요 경력
- MBC 문화방송 입사(1984년 12월).
- MBC 문화방송 정책기획실 실장(2002년~2009년).
- MBC 문화방송 광고국 국장(2009년~2010년).
- MBC 문화방송 경영본부장(2010년~2012년).
- MBC 문화방송 꿈나무 축구재단 이사장(2012년 ~ 2015년).
- MBC 문화방송 퇴사하고 프리 랜서 선언(2015년 2월 1일).
- OBS 경인TV 사장(2017년 ~ 2021년 7월).
- 숭의여자대학교 총장(2021년 8월~현재)

### 학력
- 1969년 사천국민학교 졸업
- 1972년 진주중학교 졸업
- 1975년 진주고등학교 졸업
- 1982년 서울대학교 외교학과 학사
- 2000년 미국 로욜라 메리마운트 대학교 경영대학원 경영학 석사